# باولا جيدينجز
باولا جيدينجز (بالإنجليزية: Paula Giddings)‏ هي كاتِبة ومؤرخة أمريكية، ولدت في 1947 في يونكيرس في الولايات المتحدة.